# Artur Pappenheim

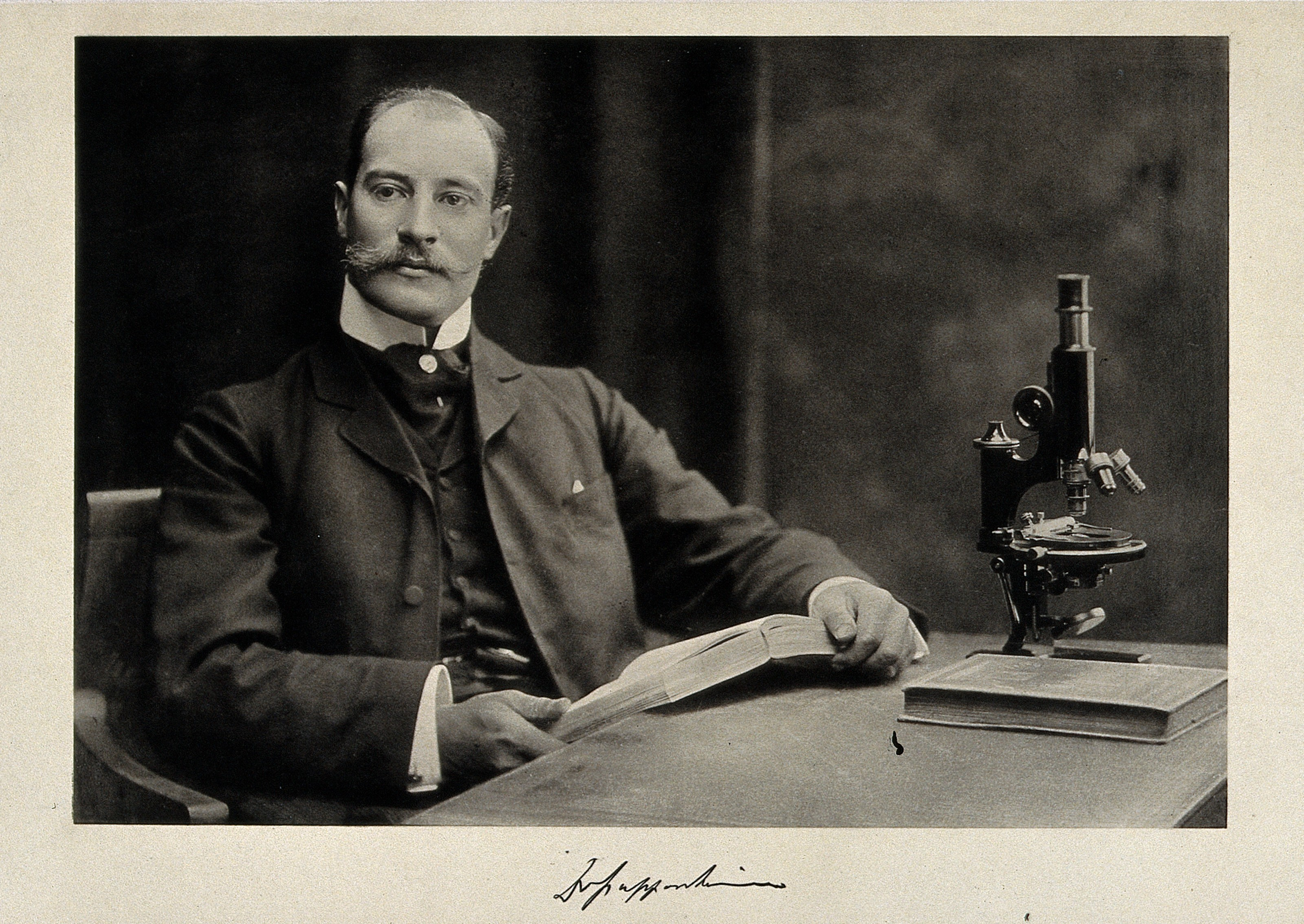
Artur Pappenheim Credit: Wellcome Collection

Artur Pappenheim (* 13. Dezember 1870 in  Berlin; † 31. Dezember 1916 ebenda) war ein deutscher Mediziner, Internist und Krebsforscher sowie Hämatologe. Nach ihm ist die Pappenheim-Färbung benannt.

## Werdegang
Er besuchte in Berlin das königliche Wilhelmsgymnasium bis zu seiner Reifeprüfung 1889 und studierte anschließend Mathematik und Philosophie: ein Semester in Freiburg i. Br., drei Semester in Berlin. Danach begann er das Studium der Medizin und der Naturwissenschaften in Berlin. Dort promovierte er 1895 und erhielt 1896 seine Approbation als Arzt.
Im Anschluss an seinen Militärdienst war er bei Joseph von Mering an der Universität Halle tätig. Es folgten Tätigkeiten beim Neurologen Ludwig Lichtheim in Königsberg, beim Dermatologen Paul Gerson Unna in Hamburg und von 1906 bis 1909 am Krebsforschungsinstitut der Charité beim Internisten Ernst Viktor von Leyden. 1912 wurde er habilitiert und zum Professor ernannt. Nach dem Ausbruch des Ersten Weltkrieges 1914 versorgte er in einem Lazarett in Russland Soldaten, die an Fleckfieber erkrankt waren. Er infizierte sich selbst mit diesem Leiden und verstarb Silvester 1916 bei einem Heimaturlaub.

## Wissenschaftliches Wirken
Pappenheim befasste sich intensiv mit der Blutzellforschung und versuchte, die Frage nach Blutstammzellen durch morphologische Vergleiche zu klären, wobei er jedoch wenig erfolgreich war. Seine Färbemethode, die „panoptische Universalfärbung“ (jetzt Pappenheim-Färbung), wird jedoch noch immer angewandt.
Eine besondere Leistung Pappenheims für die Hämatologie war 1904 die Gründung der Folia Haematologica, einer internationalen hämatologischen Fachzeitschrift, sowie 1908 der Hämatologischen Gesellschaft Berlin. 
Nach Pappenheim ist auch der Artur-Pappenheim-Preis benannt, der seit 1970 von der Deutschen Gesellschaft für Hämatologie und Medizinische Onkologie (DGHO) jährlich für eine wissenschaftliche Arbeit verliehen wird, die sich mit klinischen, experimentellen oder theoretischen Fragen der Hämatologie befasst.

## Veröffentlichungen
- Die Bildung der roten Blutscheiben. Schumacher, Berlin 1895 (Zugleich: Berlin, Univ., Diss., 1895).
- Grundriss der Farbchemie. Zum Gebrauch bei mikroskopischen Arbeiten. Hirschwald, Berlin 1901.
- Atlas der menschlichen Blutzellen. 3 Bände. Fischer, Jena 1905–1912.
- Grundriss der hämatologischen Diagnostik und praktischen Blutuntersuchung. W. Klinkhardt, Leipzig 1911.
- Technik der klinischen Blutuntersuchung für Studierende und Ärzte. Springer, Berlin 1911.
- mit Adolfo Ferrata: Über die verschiedenen lymphoiden Zellformen des normalen und pathologischen Blutes (= Bibliothek medizinischer Monographien. Bd. 10, ZDB-ID 986088-5). W. Klinkhardt, Leipzig, 1911.